# Argelato
Argelato (en dialecte bolonyès: Arżlè) és un comune italià de la Ciutat metropolitana de Bolonya (antiga província de Bolonya), a la regió d'Emília-Romanya.
L'1 de gener de 2018 tenia 9.865 habitants.
El municipi es compon de les frazioni de Volta Reno (que inclou els pobles de San Donnino i San Giacomo), Argelato, el comtat de Casadio (que inclou els assentaments de Malacappa di Passo Gatti i Quattro porte) i Funo, que inclou Casette di Funo.
A la població de Funo hi ha una gran estació de ferrocarril de mercaderies, importants plantes industrials i un dels principals centres de venda a l'engròs d'Europa (CenterGross, centre de comerç majorista de Bolonya).